# Puchar Świata Siłaczy 2005: Yorkshire
Puchar Świata Siłaczy 2005: Yorkshire – trzecie w 2005 r. zawody
siłaczy z cyklu Pucharu Świata Siłaczy.
Data: 5 czerwca 2005 r.

Miejsce: Yorkshire  Anglia
Konkurencje:
WYNIKI ZAWODÓW:
| Miejsce | Zawodnik        | Kraj              | Punkty           |
| ------- | --------------- | ----------------- | ---------------- |
| 1.      | Glenn Ross      | Irlandia Północna | 60               |
| 2.      | Brian Irwin     | Irlandia Północna | 55,5             |
| 3.      | Jesse Marunde   | Stany Zjednoczone | 55               |
| 4.      | Raivis Vidzis   | Łotwa             | 54               |
| 5.      | Tarmo Mitt      | Estonia           | 39               |
| 6.      | Ralf Ber        | Austria           | 36,5             |
| 7.      | Simon Flint     | Anglia            | 23               |
| 8.      | Carl Waitoa     | Nowa Zelandia     | 21               |
| 9.      | Franz Beil      | Niemcy            | 19               |
| 10.     | Dale Norris     | Walia             | 18               |
| 11.     | Spencer Hyland  | Szkocja           | 6 (kontuzjowany) |
| 12.     | Antanas Abrutis | Litwa             | 2 (kontuzjowany) |